# Ronald Hingley
Ronald Francis Hingley (geb. 26. April 1920 in Edinburgh; gest. 23. Januar 2010) war ein britischer Literaturwissenschaftler und Historiker, der auf russische Geschichte und Literatur spezialisiert war und auch übersetzte.
Er lehrte als Dozent für russische Literatur am Oxforder St Antony’s College. Er war unter anderem Herausgeber des Oxford Chekhov (einer von der Oxford University Press in den Jahren 1974 bis 1980 veröffentlichten Ausgabe der Werke Tschechows) und der Anthologie Soviet Prose. Er verfasste biographische Studien über Josef Stalin, Fjodor Dostojewski, Anton Tschechow und Boris Pasternak und andere und übersetzte unter anderem Tschechow und Solschenizyn ins Englische.

## Publikationen (Auswahl)
- The Undiscovered Dostoyevsky (1962)
- Nihilists. Russian Radicals and Revolutionaries in the Reign of Alexander II, 1855–81 (Nihilisten. Russische Radikale und Revolutionäre in der Regierungszeit Alexander II, 1855–81), London: Weidenfeld and Nicolson, 1967
- Von Puschkin bis Tolstoj, München: Kindlers Universitäts Bibliothek, 1967
- La police secrète russe. L'action de la Sécurité Politique moscovite, impériale et soviétique (1967)
- The Tsars, Russian Autocrats, 1533–1917 (1968)
- Russian Revolution, Bodley Head Contemporary History, 1970
- The Russian Secret Police: Muscovite, Imperial Russian and Soviet Political Security Operations (1970)
- Die russische Geheimpolizei 1565–1970, Bayreuth: Hestia-Verlag, 1972
- A Concise History of Russia (1972)
- Czars (1973)
- A People in Turmoil: Revolutions in Russia (1973)
- Joseph Stalin: Man and Legend, (Leaders of Our Time) (1974)
- A New Life of Anton Chekhov (1976)
- Russian Writers and Society in the Nineteenth Century (1977)
- Dostoyevsky, his life and work (1978)
- The Russian Mind (May 25, 1978)
- Russian Writers and Soviet Society, 1917–1978 (1979)
- Nightingale fever: Russian poets in revolution (1981)
- Pasternak (1983)
- A Life of Chekhov (Oxford Lives) (1989)
- Russia : A Concise History (1991)
- Russian for beginners: a BBC publication, London: British Broadcasting Corporation
- Oxford Chekhov (Hrsg.)
- Soviet Prose (Hrsg.)
- Ein Tag im Leben des Iwan Denissowitsch (Übers.)